# Middelste tongspinnetje
Het middelste tongspinnetje (Centromerus dilutus) is een spinnensoort in de taxonomische indeling van de hangmatspinnen (Linyphiidae).
Het dier behoort tot het geslacht Centromerus. De wetenschappelijke naam van de soort werd voor het eerst geldig gepubliceerd in 1875 door Octavius Pickard-Cambridge.